# Головачово
Головачово — посёлок в Лидском сельском поселении Бокситогорского района Ленинградской области.

## История
Посёлок Головачево учитывается областными административными данными в Серебрянском сельсовете Ефимовского района с 1 января 1946 года.
В 1960 году население посёлка составляло 170 человек.
С 1965 года, в составе Бокситогорского района.
По данным 1966 и 1973 годов посёлок назывался Головачево и также входил в состав Серебрянского сельсовета.
По данным 1990 года посёлок Головачево входил в состав Заборьевского сельсовета.
В 1997 году в посёлке Головачёво Заборьевской волости проживал 71 человек, в 2002 году посёлок назывался Головачово, его население составляло 98 человек (русские — 91 %).
В 2007 году в посёлке Головачово Заборьевского сельского поселения проживали 54 человека, в 2010 году — 39 человек. 
Со 2 июня 2014 года — в составе вновь созданного Лидского сельского поселения Бокситогорского района.
В 2015 году в посёлке Головачово Лидского СП проживали 23 человека.

## География
Посёлок расположен в восточной части района на железнодорожной линии Волховстрой I — Вологда, к востоку от автодороги 41К-033 (Сомино — Ольеши).
Расстояние до посёлка Заборье — 21 км.
Расстояние до ближайшей железнодорожной станции Верхневольский — 1 км. 
Посёлок находится на правом берегу реки Колпь.

## Демография
| 1997 | 2002 | 2007 | 2010 | 2017 |
| ---- | ---- | ---- | ---- | ---- |
| 71   | ↘68  | ↘54  | ↘39  | ↘23  |

## Инфраструктура
На 1 января 2016 года в посёлке было зарегистрировано 14 домохозяйств.